# Джек Макдевіт
Джек Макдевіт (англ. Jack McDevitt) — справжнє ім'я Джон Чарльз Макдевіт (англ. John Charles McDevitt) — американський письменник-фантаст.

## Біографія
Джек Макдевіт народився в 1935 році в США. Він автор багатьох книг в жанрі наукової фантастики. Основна тема його творів — контакт людини з позаземною цивілізацією. Першим виданим розповіддю Макдевітта був «The Emerson Effect», який був виданий в журналі «Twilight Zone» і вийшов в 1981 році. Через два роки був виданий перший роман «Послання Геркулеса» про зашифрований сигнал, надісланий на Землю, що і стало загрозою для людства. Цей роман задав тон для багатьох наступних книг, в яких описується контакт людства з позаземним розумом. Часто ця тема змішана з усвідомленням безмежності Всесвіту і трепетом перед невідомим. У романі «Двигуни бога» (1994) Макдевіт виносить на суд читача ідею про Всесвіт, який колись був багатий на цивілізації із різними щаблями розвитку, багато з них загинули або занепали з неясної причини, а в різних точках галактики дослідники з Землі знаходять безліч гігантських своєрідних монументів, залишених сотні і тисячі років тому високорозвиненою расою. У спробах дізнатися причини вимирання цивілізацій археологи шукають загадкових Творців монументів і намагаються зрозуміти їхні мотиви. Випередивши в розвитку всі інші населені світи на десятки тисяч років, Творці переміщалися по Галактиці і намагалися вберегти менш розвинених мешканців Всесвіту від загадкових Омега-хмар, що блукають по глибинах космосу і знищують населені планети, на яких є будь-які прямолінійні будівлі та споруди. «Двигуни бога» спочатку був незалежним романом, але потім головний його герой — пілот Прісцилла Хатчинс — з'являється ще в чотирьох книгах: «Приречена» (2001), «Чиндей» (2002), «Омега» (2003) і «Одіссея» ( 2006). Незважаючи на події, викладені в двох перших томах, таємницю, оточуючу руйнівні Омега-хмари, яка описана в романі «Двигуни бога», героїня розкриває тільки в романі «Омега». Специфікою романів Макдевітта є те, що вони найчастіше піднімають питання, на які він і не намагається шукати відповіді, пропускаючи їх на користь тих сюжетних ліній, які представляють для нього найбільший інтерес. Макдевіт ходив в «LaSalle College», де його коротка розповідь виграла в шкільному змаганні і була опублікований в літературному журналі коледжу «Four Quarters». Як сам Макдевіт говорив в інтерв'ю, він все своє життя йшов по шляху до письменницької діяльності. «Коли в школі я читав „Девіда Копперфільда“, я думав, що ніколи не зможу написати так само добре, а тому після закінчення школи приєднався до торгового флоту. Потім я змінив багато професій — був водієм таксі, викладачем англійської, брався до роботи інспектора на митниці на північному кордоні, і не написав ні слова до останньої чверті 20 століття». Після його шкільного досвіду він вперше взявся за письменницьку роботу, коли його дружина Морін попросила його спробувати знову взяти в руку ручку. Це сталося в 1980 році. З 2007 року Макдевіт живе в Сент-Сіммонс Айленд, штат Джорджія.

## Премії та нагороди
- 1987: Премія Локус в категории «Дебютний роман» за «Послання Геркулеса» (The Hercules Text)
- 2004: Меморіальна премія імені Джона Кемпбелла в категорії Найкращий НФ-роман за «Омега» (Omega)
- 2006: Неб'юла в категорії «Роман» за «Шукач»
- 2015: Премія імені Роберта Гайнлайна / Robert A. Heinlein Award